# Кастричник (зупинний пункт)
Кастри́чник (біл. Кастры́чнік) — пасажирський залізничний зупинний пункт (колишній роз'їзд) Гомельського відділення Білоруської залізниці на неелектрифікованій лінії Гомель — Калинковичі між станціями Василевичі (6,6 км) та Нахов (5,5 км). Розташований за 2 км на північний схід від села Нахов Калинковицького району Гомельської області.

## Пасажирське сполучення
На платформі Кастричник приміське сполучення здійснюється поїздами регіональних ліній економ-класу сполученням Калинковичі — Гомель.